# Pikku Aittojärvi
Pikku Aittojärvi och Iso Aittojärvi är sjöar i Finland. De ligger i kommunen Puolango i landskapet Kajanaland, i den centrala delen av landet, 500 km norr om huvudstaden Helsingfors. Pikku Aittojärvi ligger 182,6 meter över havet. De ligger vid sjön Vilpusjärvi. Den är 6 meter djup. Arean är 77 hektar och strandlinjen är 3,59 kilometer lång. Sjön  ingår i Kiminge älvs huvudavrinningsområde. 